# Herkules (salám)

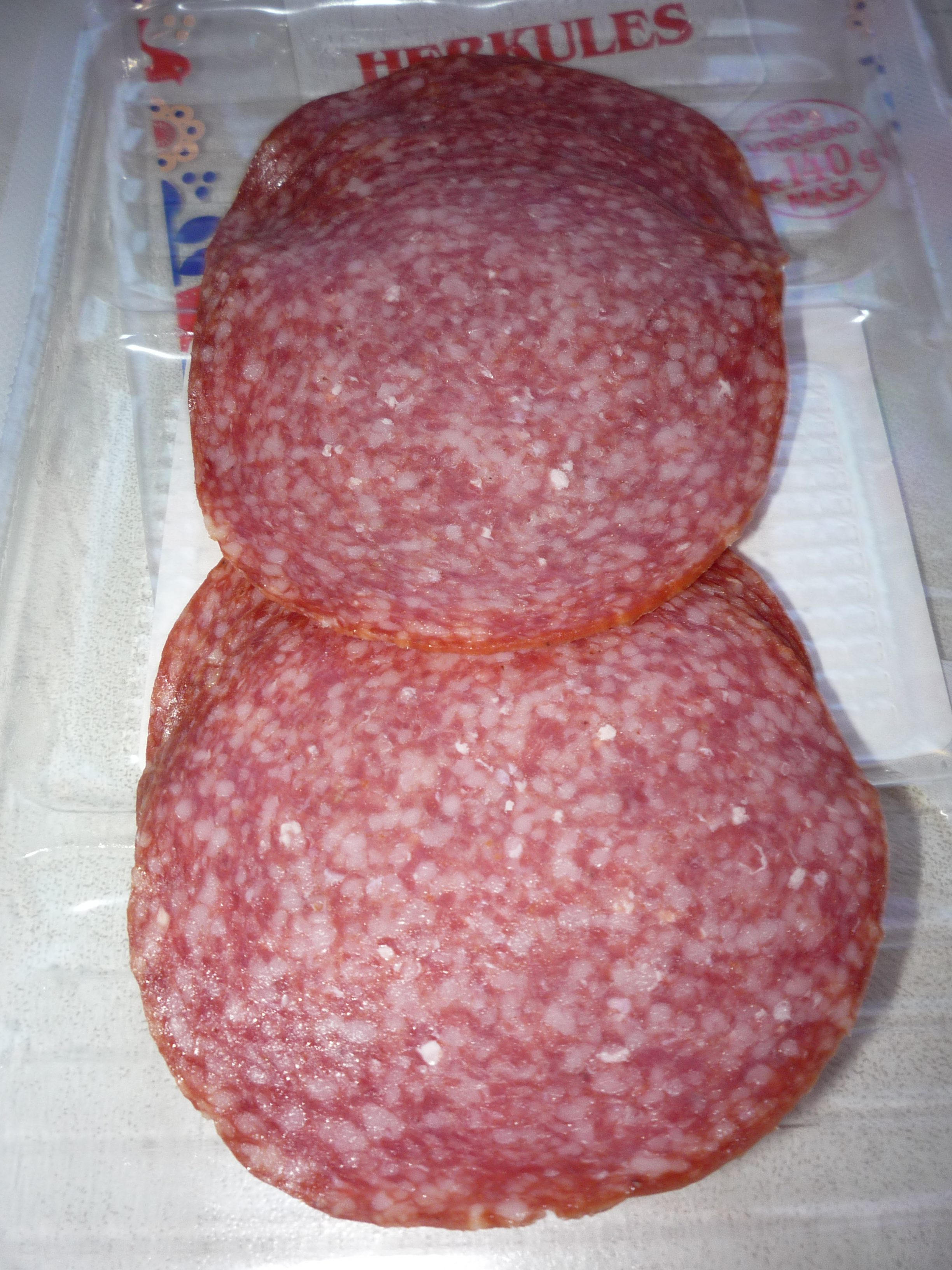
Krájený Herkules

Salám Herkules je tepelně neopracovaný trvanlivý masný výrobek. Při výrobě se používá fermentace a uzení studeným kouřem. Oproti Poličanu je charakteristický nejen větším průměrem salámu (kalibru), ale hlavně použitím startovací kultury.

## Historie
Vznik salámu Herkules je možné datovat do Československa na počátku 70. let, podobně jako ostatní tepelně neopracované salámy.